# Saint-Myon
Saint-Myon est une commune française située dans le département du Puy-de-Dôme, en région Auvergne-Rhône-Alpes. Elle fait partie de l'aire d'attraction de Clermont-Ferrand.

## Géographie

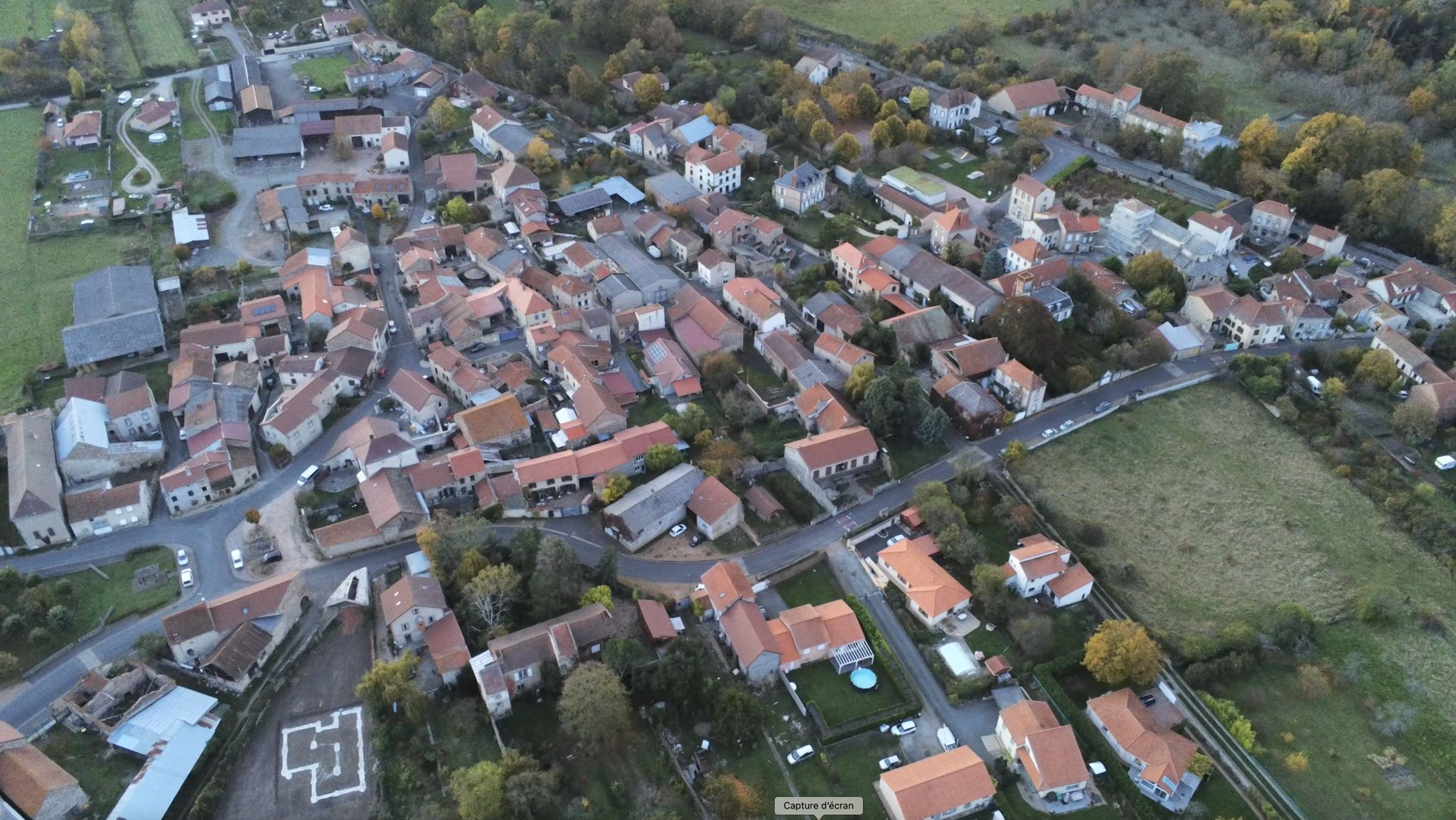
Saint-Myon vu du ciel.

Saint-Myon est une commune du Puy-de-Dôme située au nord du département, entre Combronde et Aigueperse. Il comprend le petit hameau de Parret, placé en amphithéâtre face au bassin de Combronde.
Quatre communes sont limitrophes (cinq en incluant le quadripoint avec Aubiat).
|                   |            | Artonne                          |
| Combronde         | Saint-Myon | Aubiat (quadripoint)             |
| Beauregard-Vendon |            | Chambaron-sur-Morge (La Moutade) |

### Hydrographie
Le village est traversé par la rivière Morge.

### Voies de communication et transports
Le territoire communal est traversé par les routes départementales 223 (liaison vers Combronde) et 985 (vers Beauregard-Vendon à l'ouest, Artonne et Aigueperse au nord-est). Au nord-ouest de la commune passe l'autoroute A71 ; c'est l'accès autoroutier le plus proche via Combronde ; l'échangeur 12.1 est situé sur le territoire communal.

### Climat
Pour des articles plus généraux, voir Climat d'Auvergne-Rhône-Alpes et Climat du Puy-de-Dôme.
En 2010, le climat de la commune est de type climat océanique dégradé des plaines du Centre et du Nord, selon une étude du Centre national de la recherche scientifique s'appuyant sur une série de données couvrant la période 1971-2000. En 2020, Météo-France publie une typologie des climats de la France métropolitaine dans laquelle la commune est exposée à un climat de montagne ou de marges de montagne et est dans la région climatique Nord-est du Massif Central, caractérisée par une pluviométrie annuelle de 800 à 1 200 mm, bien répartie dans l’année.
Pour la période 1971-2000, la température annuelle moyenne est de 10,9 °C, avec une amplitude thermique annuelle de 16,5 °C. Le cumul annuel moyen de précipitations est de 709 mm, avec 8,8 jours de précipitations en janvier et 7 jours en juillet. Pour la période 1991-2020, la température moyenne annuelle observée sur la station météorologique de Météo-France la plus proche, « Charmes_sapc », sur la commune de Charmes à 13 km à vol d'oiseau, est de 11,9 °C et le cumul annuel moyen de précipitations est de 675,4 mm,. Pour l'avenir, les paramètres climatiques de la commune estimés pour 2050 selon différents scénarios d'émission de gaz à effet de serre sont consultables sur un site dédié publié par Météo-France en novembre 2022.

## Urbanisme

### Typologie
Au 1er janvier 2024, Saint-Myon est catégorisée commune rurale à habitat dispersé, selon la nouvelle grille communale de densité à sept niveaux définie par l'Insee en 2022.
Elle est située hors unité urbaine. Par ailleurs la commune fait partie de l'aire d'attraction de Clermont-Ferrand, dont elle est une commune de la couronne,. Cette aire, qui regroupe 209 communes, est catégorisée dans les aires de 200 000 à moins de 700 000 habitants,.

### Occupation des sols
L'occupation des sols de la commune, telle qu'elle ressort de la base de données européenne d’occupation biophysique des sols Corine Land Cover (CLC), est marquée par l'importance des territoires agricoles (89 % en 2018), en diminution par rapport à 1990 (92 %). La répartition détaillée en 2018 est la suivante : terres arables (63,7 %), zones agricoles hétérogènes (22,9 %), zones urbanisées (11 %), prairies (2,4 %). L'évolution de l’occupation des sols de la commune et de ses infrastructures peut être observée sur les différentes représentations cartographiques du territoire : la carte de Cassini (XVIIIe siècle), la carte d'état-major (1820-1866) et les cartes ou photos aériennes de l'IGN pour la période actuelle (1950 à aujourd'hui).

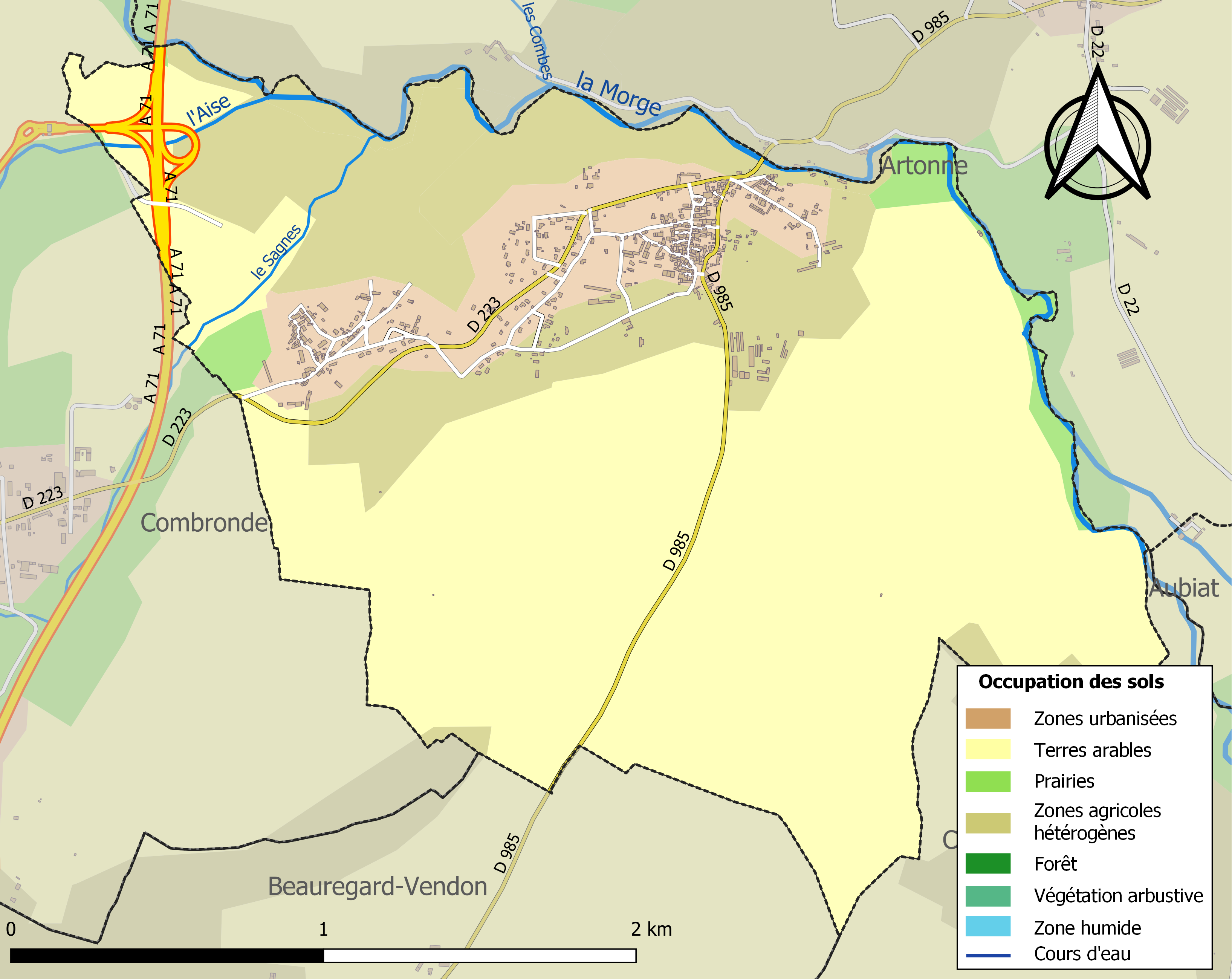
Carte des infrastructures et de l'occupation des sols de la commune en 2018 (CLC).

## Toponymie
Le nom de Saint-Myon vient de saint Médulphe, patron de la commune, via l'occitan Sent Miòu.

## Histoire
La fête du saint patron de la commune, saint Médulphe, est célébrée le 1er août.
Cette ville dispose d'un pont, qui avait été détruit pendant la Seconde Guerre mondiale pour empêcher les occupants de passer.

## Politique et administration

### Découpage territorial
La commune de Saint-Myon est membre de la communauté de communes Combrailles Sioule et Morge, un établissement public de coopération intercommunale (EPCI) à fiscalité propre créé le 1er janvier 2017 dont le siège est à Manzat. Ce dernier est par ailleurs membre d'autres groupements intercommunaux. Jusqu'en 2016, elle était membre de la communauté de communes des Côtes de Combrailles.
Sur le plan administratif, elle est rattachée à l'arrondissement de Riom, à la circonscription administrative de l'État du Puy-de-Dôme et à la région Auvergne-Rhône-Alpes. Jusqu'en mars 2015, elle faisait partie du canton de Combronde.
Sur le plan électoral, elle dépend du canton de Saint-Georges-de-Mons pour l'élection des conseillers départementaux, depuis le redécoupage cantonal de 2014 entré en vigueur en 2015, et de la deuxième circonscription du Puy-de-Dôme pour les élections législatives, depuis le dernier découpage électoral de 2010 (sixième circonscription avant 2010).

### Élections municipales et communautaires

#### Élections de 2020
Le conseil municipal de Saint-Myon, commune de moins de 1 000 habitants, est élu au scrutin majoritaire plurinominal à deux tours avec candidatures isolées ou groupées et possibilité de panachage. Compte tenu de la population communale, le nombre de sièges à pourvoir lors des élections municipales de 2020 est de 11. Sur les vingt-deux candidats en lice, six sont élus dès le premier tour, le 15 mars 2020, avec un taux de participation de 78,62 %. Les cinq conseillers restant à élire sont élus au second tour, qui se tient le 28 juin 2020 du fait de la pandémie de Covid-19, avec un taux de participation de 70,52 %.

#### Chronologie des maires
| Période                                  | Période                         | Identité             | Étiquette | Qualité  |
| ---------------------------------------- | ------------------------------- | -------------------- | --------- | -------- |
| Les données manquantes sont à compléter. |                                 |                      |           |          |
| ca. 1925                                 |                                 | M. Chossier-Dauphin  |           |          |
| Les données manquantes sont à compléter. |                                 |                      |           |          |
| mars 2014 (réélu en 2020)                | En cours (au 23 septembre 2021) | Jean-Pierre Muselier |           | Retraité |

## Population et société

### Démographie
L'évolution du nombre d'habitants est connue à travers les recensements de la population effectués dans la commune depuis 1793. Pour les communes de moins de 10 000 habitants, une enquête de recensement portant sur toute la population est réalisée tous les cinq ans, les populations de référence des années intermédiaires étant quant à elles estimées par interpolation ou extrapolation. Pour la commune, le premier recensement exhaustif entrant dans le cadre du nouveau dispositif a été réalisé en 2004.

En 2022, la commune comptait 553 habitants, en évolution de +17,91 % par rapport à 2016 (Puy-de-Dôme : +2,1 %, France hors Mayotte : +2,11 %).
| 1793 | 1800 | 1806 | 1821 | 1831 | 1836 | 1841 | 1846 | 1851 |
| ---- | ---- | ---- | ---- | ---- | ---- | ---- | ---- | ---- |
| 606  | 660  | 702  | 721  | 754  | 785  | 775  | 777  | 840  |

| 1856 | 1861 | 1866 | 1872 | 1876 | 1881 | 1886 | 1891 | 1896 |
| ---- | ---- | ---- | ---- | ---- | ---- | ---- | ---- | ---- |
| 740  | 707  | 720  | 730  | 735  | 739  | 725  | 737  | 686  |

| 1901 | 1906 | 1911 | 1921 | 1926 | 1931 | 1936 | 1946 | 1954 |
| ---- | ---- | ---- | ---- | ---- | ---- | ---- | ---- | ---- |
| 685  | 639  | 617  | 564  | 516  | 475  | 481  | 376  | 360  |

| 1962 | 1968 | 1975 | 1982 | 1990 | 1999 | 2004 | 2006 | 2009 |
| ---- | ---- | ---- | ---- | ---- | ---- | ---- | ---- | ---- |
| 285  | 265  | 269  | 271  | 302  | 313  | 377  | 399  | 424  |

| 2014 | 2019 | 2022 | - | - | - | - | - | - |
| ---- | ---- | ---- | - | - | - | - | - | - |
| 469  | 517  | 553  | - | - | - | - | - | - |

### Enseignement
Saint-Myon dépend de l'académie de Clermont-Ferrand. Il n'existe aucune école.
Les collégiens se rendent au collège Diderot, à Aigueperse, et les lycéens à Riom, au lycée Virlogeux ou Pierre-Joël-Bonté.

## Culture locale et patrimoine

### Lieux et monuments
- Église Saint-Médulphe de style roman auvergnat des XIIe, XIIIe et XVIIIe siècles, consacrée à saint Médulphe. Classée monument historique depuis 1911[27].
- Four communal de Parret. Ancien four banal du XVIIIe siècle.
- Plusieurs sources minérales ferrugineuses étaient exploitées jusqu'au milieu du XXe siècle. La plus connue, la « Source Desaix », fut très renommée au XVIIe siècle. Elle était servie sur la table de Louis XIV et de grands personnages comme Pascal, Mazarin, Colbert, la marquise de Sévigné, la consommaient régulièrement[28].
- Prieuré (XIIIe, XVIIIe et XIXe siècles), inscrit aux monuments historiques en 2003[29].
- Huilerie, place de Loche, avec son moulin et ses équipements.

### Personnalités liées à la commune
- Albert Ayat, champion olympique d'escrime (inhumé à Saint-Myon en 1935).
- Gilbert Bougnol, champion olympique d'escrime (né à Saint-Myon le 31 août 1866).
- Albert Félix Lefaure, maître d'armes (né à Saint-Myon le 18 mai 1890), victime de la rafle de Clermont le 8 mars 1944 et mort en déportation le 7 mai 1944.

### Héraldique
| Blason de Saint-Myon | Blason  | Coupé ondé mi parti en chef : au 1 de gueules à une gerbe de blé d'or, au 2 d'or à une grappe de raisin de pourpre, tigée de tenné et feuillée de sinople, au 3 d'azur à un crosseron d'or. |
| Blason de Saint-Myon | Détails | Créé par JF Binon. Adopté 05/12/2024. Site Internet de la commune. |